# Hockeria guptai
Hockeria guptai är en stekelart som beskrevs av T.C. Narendran 1989. Hockeria guptai ingår i släktet Hockeria och familjen bredlårsteklar.
Artens utbredningsområde är Nepal. Inga underarter finns listade i Catalogue of Life.